# 最大功率传输定理
最大功率传输定理（maximum power transfer theorem），又称雅可比法则（Jacobi's law）或最大功率轉移定理，最早由莫里兹·冯·雅可比在1840年左右公布。在电气工程中，最大功率传输定理指出，为了以有限的内阻从电源获得最大的外部功率，负载电阻必须等于电源网络的输出等效电阻。
这个理论产生了最大功率传输，但不是最高效率传输。如果负载电阻比源电阻大，效率会更高，因为电源中更高比的率被传输到了负载，但是负载功率会下降，因为电路的总电阻变大了。
如果负载电阻比源电阻小，那么最终整个电路中的大部分的功率会消耗在源上，尽管总功率更高了，由于总电阻更低，事实表明负载中消耗的减少了。
这个理论描述了，给出电源电阻后，如何选择负载电阻以实现最大功率传输。应用这个理论在相反的情况下有一个常见的误解。并不是说对于给出的负载如何选择源电阻。事实上最大化电力传输中，不管负载阻抗是多少，源电阻总是零。
这个理论可以被扩展到包括了电抗的交流电路。阐述了当负载阻抗的共轭复数等于源阻抗时有最大功率传输定理。

## 另見
- 最大功率點追蹤
- 基本電學#交流最大功率轉移